# El Bierzo

De comarca El Bierzo opgelicht als onderdeel van de comarca's van Castilië en León en van Spanje

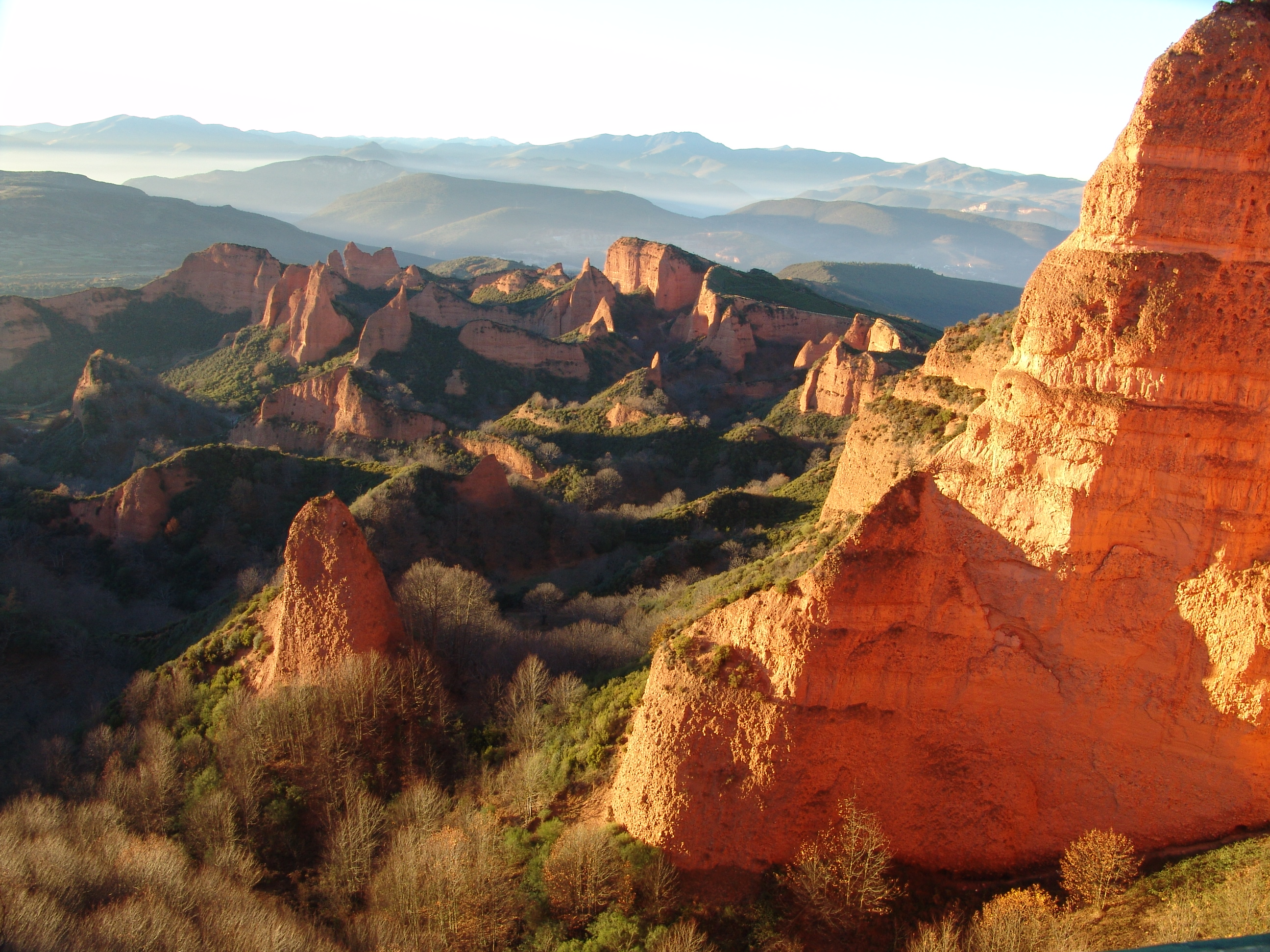
Las Médulas in het landschap van El Bierzo

El Bierzo (Leonees: El Bierzu, Galicisch: O Bierzo) is een comarca in de provincie León in de Spaanse autonome regio Castilië en León in het noordwesten van Spanje. De comarca beslaat het westen van de provincie León, en grenst in het westen aan de regio Galicië. De Montes de León worden beschouwd als de natuurlijke oostelijke grens met de rest van de provincie León.
De comarca van El Bierzo (126.670 inwoners in 2017; 3.168 km²) beslaat ongeveer 25% van het grondgebied van de provincie León.
El Bierzo werd opgericht bij wet, aangenomen op 14 maart 1991 door het parlement van Castilië en León en gepubliceerd op 20 maart 1991 in het staatsblad van Castilië en León. El Bierzo is de eerste en tot heden enige comarca van de autonome gemeenschap die zo'n officiële status heeft gekregen in Castilië en León. Het bestuursorgaan heet de Consejo Comarcal del Bierzo. De zetel van de comarca is gevestigd in Ponferrada.
De hoofdstad Ponferrada is de gemeente met het hoogste bevolkingsaantal, de grootste oppervlakte en de hoogste bevolkingsdichtheid.
El Bierzo is een administratieve comarca die bestaat uit achtendertig gemeenten, historisch ontstaan uit de Spaanse natuurregio met dezelfde naam, is geografisch gezien gestructureerd rond verschillende valleien in het stroomgebied van de Sil. Deze historische regio besloeg voor 1991 de gemeenten  Arganza, Balboa, Barjas, Bembibre, Berlanga del Bierzo, Borrenes, Cabañas Raras, Cacabelos, Camponaraya, Candín, Carracedelo, Carucedo, Castropodame, Congosto, Corullón, Cubillos del Sil, Fabero, Folgoso de la Ribera, Igüeña, Molinaseca, Noceda del Bierzo, Oencia, Páramo del Sil, Peranzanes, Ponferrada, Priaranza del Bierzo, Sancedo, Sobrado, Toreno, Torre del Bierzo, Trabadelo, Vega de Espinareda, Vega de Valcarce, Villadecanes en Villafranca del Bierzo. De gemeenten Benuza en Puente de Domingo Flórez historisch deel van de comarca La Cabrera zijn bij de oprichting van de administratieve comarca in 1991 geïntegreerd in El Bierzo. De gemeente Palacios del Sil werd op eigen vraag in 2005 nog maar bijgevoegd. Villadecanes werd in 2010 hernoemd naar Toral de los Vados. Candin verkreeg in 2023 de naamswijziging naar Valle de Ancares.
De naam El Bierzo komt waarschijnlijk van het Keltiberisch oroniem Bergidom of Bergidum, op zijn beurt afgeleid van de Indo-Europese wortel bhergh- met de betekenis van 'hoog', of 'verheven'. Het toponiem zinspeelde op nederzettingen op heuvels of bergen. De naam evolueerde naar Berizum, zoals het voorkomt in documenten uit de negende en tiende eeuw, uit wiens ablatief Berizo de huidige naam zou zijn voortgekomen.
Over het gebied van El Bierzo zijn meerdere archeologische vindplaatsen van de aanwezigheid en nederzettingen van de Astures. De goudmijn Las Médulas uit de Romeinse tijd werd beschermd als Unesco werelderfgoed.
In de territoriale indeling van 1822 werd de provincie Bierzo opgericht, met als hoofdstad Villafranca del Bierzo, die bestond uit Bierzo zelf en de comarca's La Cabrera (de westelijke helft), Valdeorras en Laciana. In de gewijzigde provinciale indeling van 1833 werd de provincie Bierzo opgeheven waarbij de gebieden die deel uitmaakten van de provincie van 1822 werden verdeeld over de provincies León (El Bierzo, La Cabrera en Laciana) en Orense (Valdeorras). 
Spaans is de officiële taal en de meest gebruikte, hoewel er ook in mindere mate Galicisch en Leonees wordt gesproken. De hybridisatie van taalgebruik heeft geleid tot een Bierzo-dialect met verschillende lokale variaties.
Het gebied geniet van een mild mediterraan microklimaat, wat het resultaat is van de combinatie van het Atlantische klimaat en het continentaal mediterraan klimaat. De gemiddelde jaarlijkse neerslag bereikt geen 730 mm en de gemiddelde temperatuur is 12.3°C. Volgens het Staats Meteorologisch Agentschap van Spanje komt het klimaat van El Bierzo overeen met de Csb-variant van de klimaatclassificatie van Köppen, dat wil zeggen een mediterraan klimaat met milde zomers, waarbij het gemiddelde van de warmste maand lager of rond de 22 °C ligt, maar meer dan 10 °C gedurende meer dan vier maanden.
De economische activiteit was in de eerste jaren van de twintigste eeuw gericht op mijnbouw, staalindustrie en energieopwekking. De laatste kolenmijn in El Bierzo sloot in 2018. De agrovoedingssector, met de productie van fruit, groenten, wijnen en andere producten die zijn geregistreerd met de oorsprongsbenaming Bierzo, is momenteel een van de belangrijkste economische motoren van de regio.
El Bierzo wordt van oost naar west doorkruist door de Autovía del Noroeste (de autosnelweg A-6) en de nationale weg N-VI.

## Schild en vlag

Het regionale wapen werd op 14 april 2000 goedgekeurd. De beschrijving is als volgt:

een Grieks kruis van goud, met een alfa en een omega van hetzelfde hangend aan de dwarsbalk, het kruis van Peñalba; Een schildzoom bestaande uit acht composities, van zilver beladen met een blad van een wijnstok van synoppel, en van azuur beladen met twee hamers van goud geplaatst in sotuer. Als kroon een koninklijke kroon, bekleed met gules gesloten met een band van goud, bezet met edelstenen, samengesteld uit acht fleurons van acanthusbladeren, vijf zichtbaar, geïnterpoleerd met parels en uit elk van zijn bladeren komen vijf diademen toegevoegd aan parels die samenkomen onder een azuurblauwe wereldbol, met de halfmeridiaan en de evenaar van goud, met bovenaan het gouden kruis.

Het centrale element stelt het kruis van Peñalba voor, een votiefkruis dat door koning Ramiro II van León werd aangeboden aan het verdwenen klooster van Santiago de Peñalba als dank aan de apostel Santiago voor zijn hulp tijdens de slag bij Simancas. De wijnstokken en hamers van de schildzoom verwijzen op hun beurt naar de landbouw- en mijnbouwrijkdom van de regio.
De vlag werd ook goedgekeurd op 14 april 2000 en presenteert de witte en blauwe kleuren van de lokale dominante politieke partij Partido de El Bierzo samen met het Andreaskruis, rood op een witte achtergrond, dat voorkomt op de historische vlag uit 1808 van de Ponferradina-militie in de Spaanse Onafhankelijkheidsoorlog. Boven dit alles, en gecentreerd, het heraldische schild.
De Maagd van La Encina is de patroonheilige van El Bierzo, die in 1908 als zodanig werd gekroond. Haar beeltenis wordt vereerd in de basiliek van Nuestra Señora de La Encina, in de stad Ponferrada.

## Gemeenten

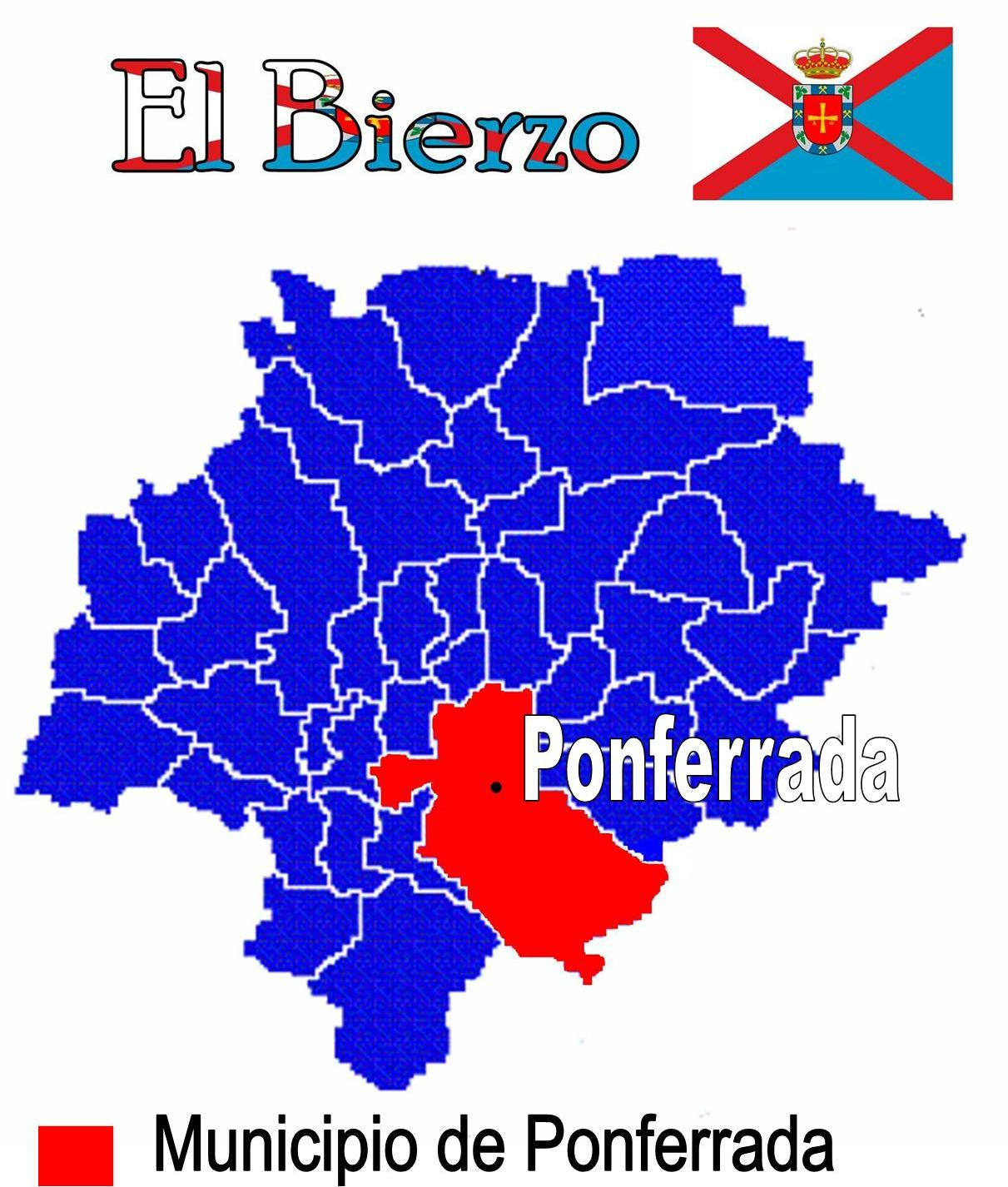
Ponferrada, 65.788 inw. (2017)

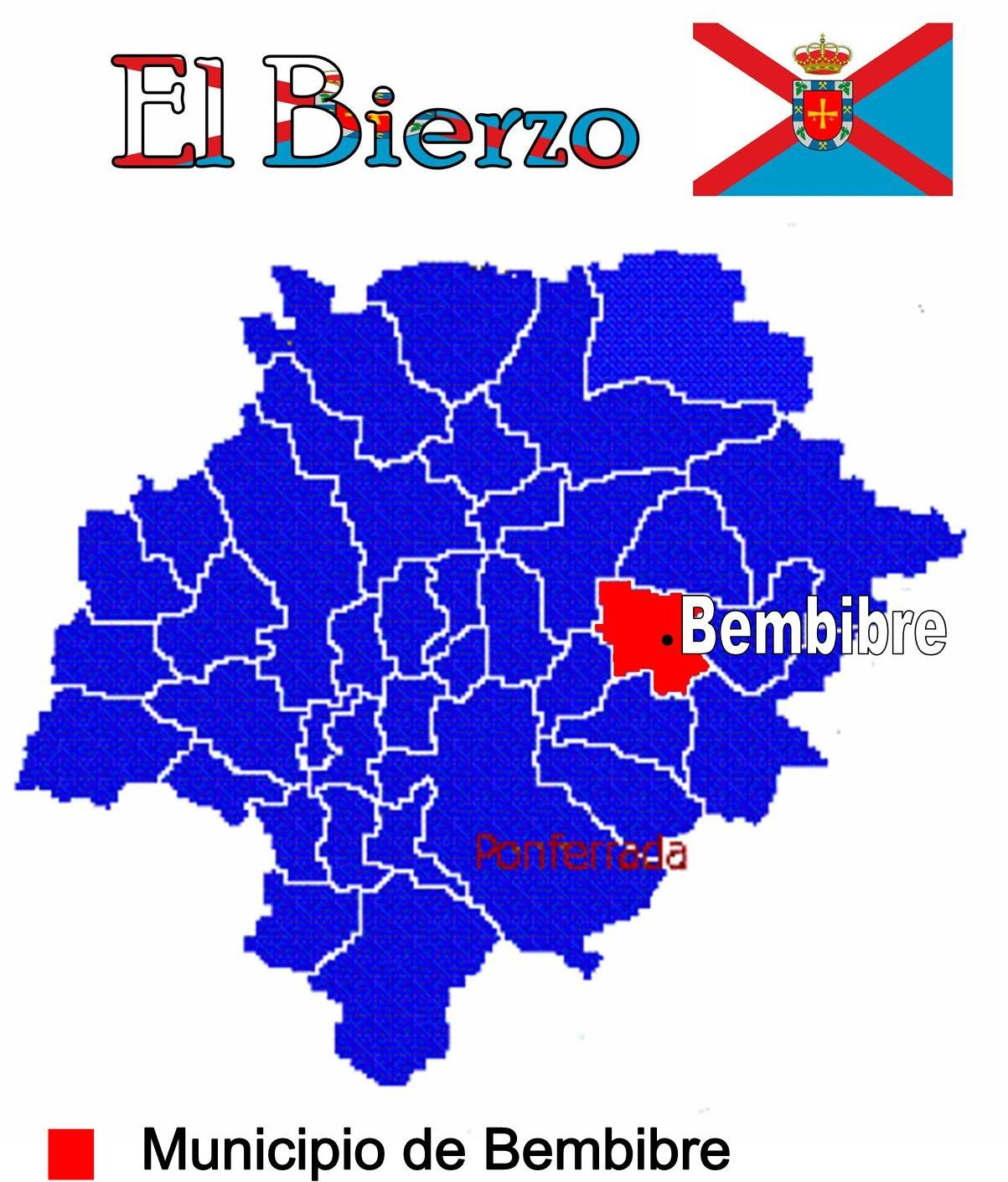
Bembibre, 9.191 inw. (2017)

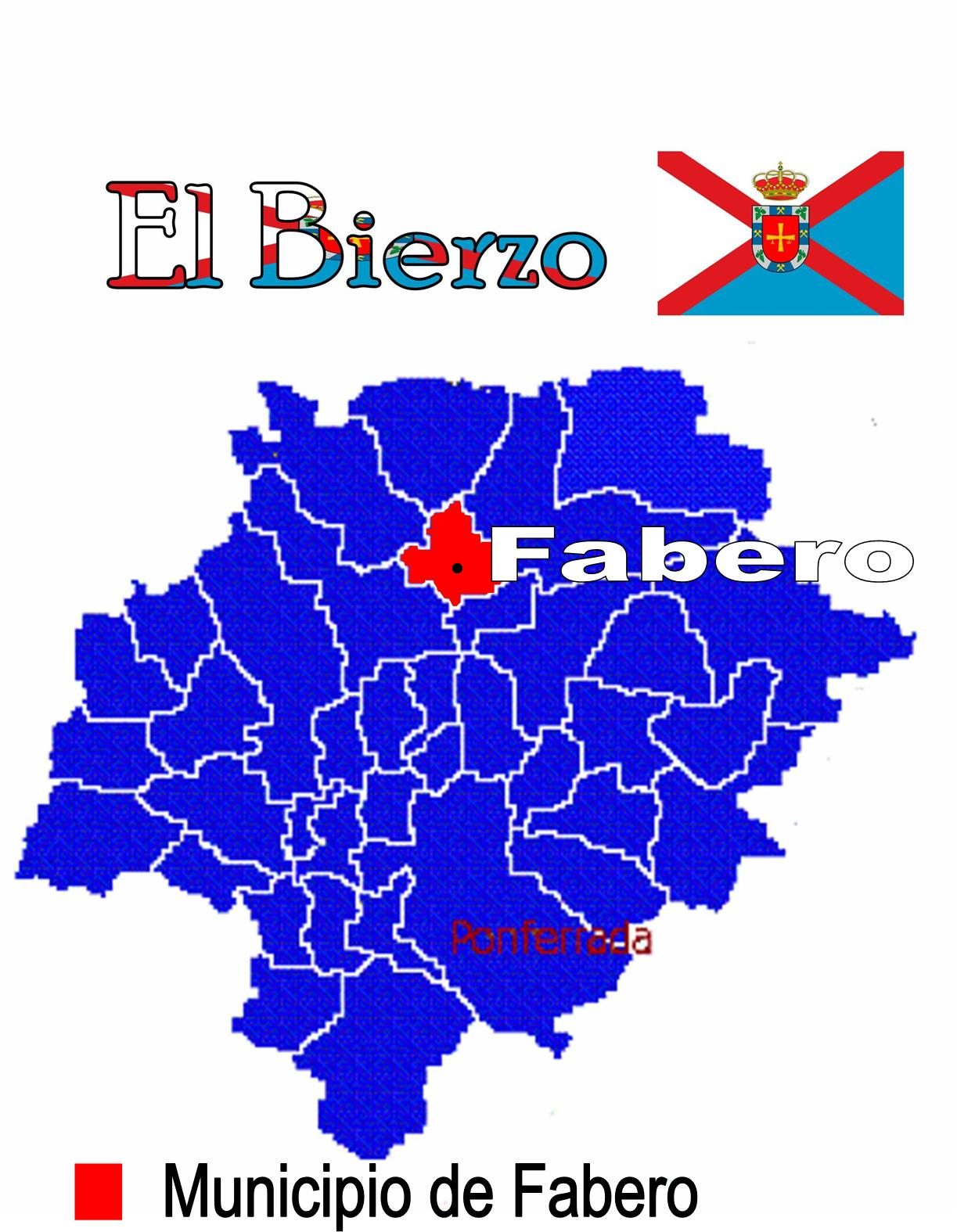
Fabero, 4.635 inw. (2017)

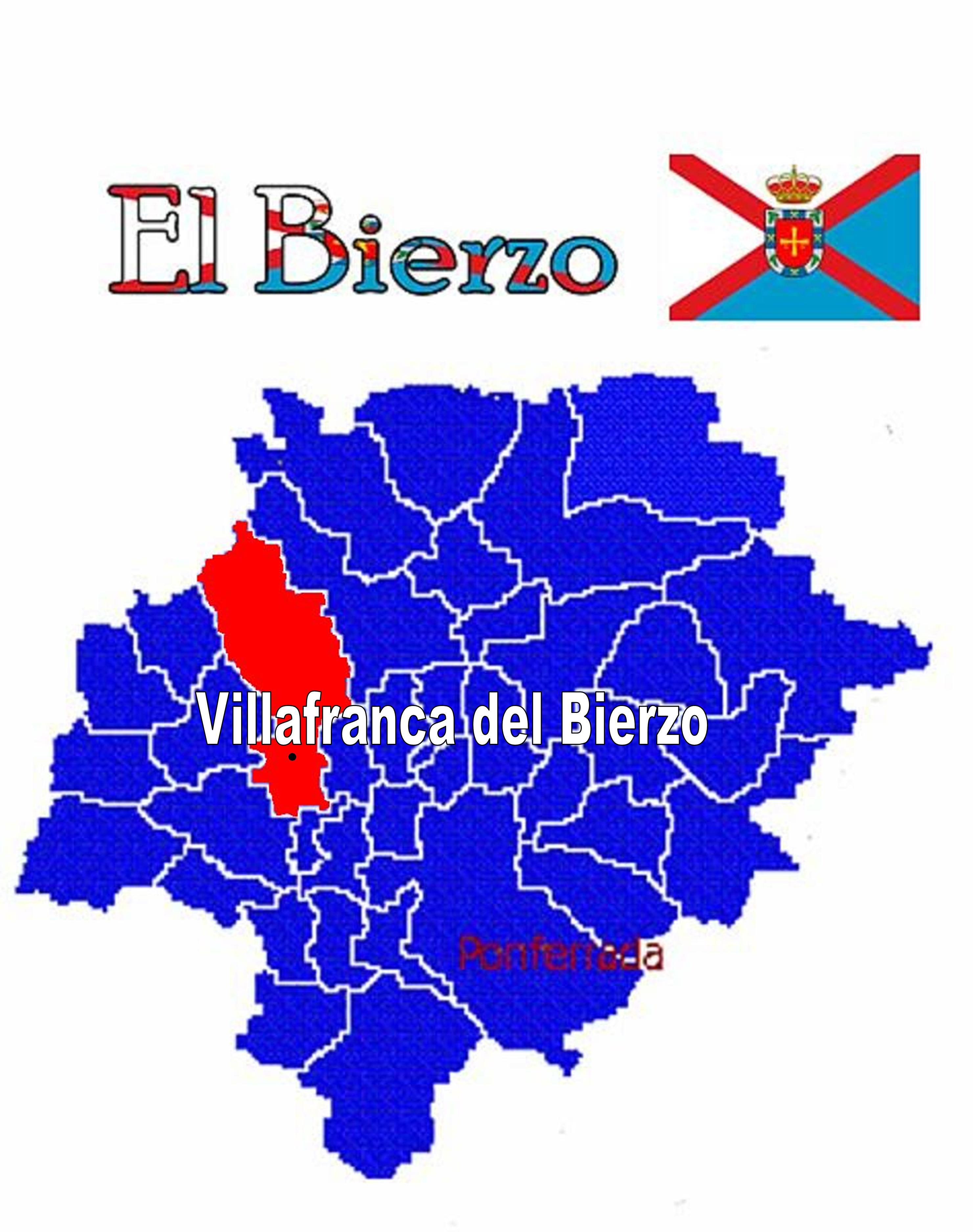
Villafranca del Bierzo, 3.055 inw. (2017)

In de comarca El Bierzo bevonden zich in 2017 de volgende gemeenten:
| Gemeentenaam                    | Bevolkingsaantal | Oppervlakte (km²) | Dichtheid (inw/km) |
| ------------------------------- | ---------------- | ----------------- | ------------------ |
| Arganza                         | 819              | 39,99             | 20,48              |
| Balboa                          | 318              | 51,04             | 6,23               |
| Barjas                          | 189              | 57,70             | 3,28               |
| Bembibre                        | 9.191            | 63,42             | 144,92             |
| Benuza                          | 487              | 172,90            | 2,82               |
| Berlanga del Bierzo             | 366              | 27,89             | 13,12              |
| Borrenes                        | 332              | 36,38             | 9,13               |
| Cabañas Raras                   | 1.337            | 19,11             | 69,96              |
| Cacabelos                       | 5.152            | 32,66             | 157,75             |
| Camponaraya                     | 4.072            | 29,13             | 139,79             |
| Candín (2023: Valle de Ancares) | 283              | 140,90            | 2,01               |
| Carracedelo                     | 3.500            | 32,43             | 107,92             |
| Carucedo                        | 555              | 35,00             | 15,86              |
| Castropodame                    | 1.680            | 59,60             | 28,19              |
| Congosto                        | 1.554            | 36,81             | 42,22              |
| Corullón                        | 927              | 78,27             | 11,84              |
| Cubillos del Sil                | 1859             | 53,41             | 34,81              |
| Fabero                          | 4.635            | 54,47             | 85,09              |
| Folgoso de la Ribera            | 1.132            | 69,29             | 16,34              |
| Igüeña                          | 1.190            | 206,10            | 5,77               |
| Molinaseca                      | 895              | 79,63             | 11,24              |
| Noceda del Bierzo               | 692              | 72,14             | 9,59               |
| Oencia                          | 293              | 97,90             | 2,99               |
| Palacios del Sil                | 1.030            | 181,40            | 5,68               |
| Páramo del Sil                  | 1.336            | 190,17            | 7,03               |
| Peranzanes                      | 321              | 117,54            | 2,73               |
| Ponferrada                      | 65.788           | 283,17            | 232,33             |
| Priaranza del Bierzo            | 785              | 33,69             | 23,30              |
| Puente de Domingo Flórez        | 1.533            | 59,18             | 25,90              |
| Sancedo                         | 563              | 31,00             | 18,16              |
| Sobrado                         | 333              | 40,94             | 8,13               |
| Toral de los Vados              | 1.909            | 24,13             | 79,11              |
| Toreno                          | 3219             | 103,53            | 31,09              |
| Torre del Bierzo                | 2.157            | 119,29            | 18,08              |
| Trabadelo                       | 352              | 69,69             | 5,05               |
| Vega de Espinareda              | 2.210            | 132,01            | 16,74              |
| Vega de Valcarce                | 621              | 69,31             | 8,96               |
| Villafranca del Bierzo          | 3.055            | 177,37            | 17,22              |
| Totaal                          | 126.670          | 3.178,59          | 39,85              |